# Adolf Mützelburg (Schriftsteller)
Adolf Mützelburg (* 3. Januar 1831 in Frankfurt (Oder); † 17. Januar 1882 in Berlin) war ein deutscher Schriftsteller und Autor historischer Romane.

## Leben
Der Sohn eines Steuerbeamten war von Beruf Redakteur. Seine Romane Der Herr der Welt und Die Millionenbraut sind Fortsetzungen von Alexandre Dumas’ Roman Der Graf von Monte Christo.
Carl Adolf Mützelburg war ledig.

## Werke (Auswahl)
- Luigia Sanfelice. Historische Novelle  1851
- Henning Brabant. Historische Novelle  1852
- Das Attentat. Historische Novelle  1852
- Der Sohn des Kaisers. Historische Novelle  1853
- Der Prophet. Historischer Roman 1854
- Kapitain Smith, der Abenteurer. Historischer Roman 1854, online
- Die Spanier in Venedig. Historischer Roman 1855
- Mazeppa. Ein historischer Roman 1860
- Der Erbstreit. Roman 1862